# Ölfeuerung (Dampflokomotive)

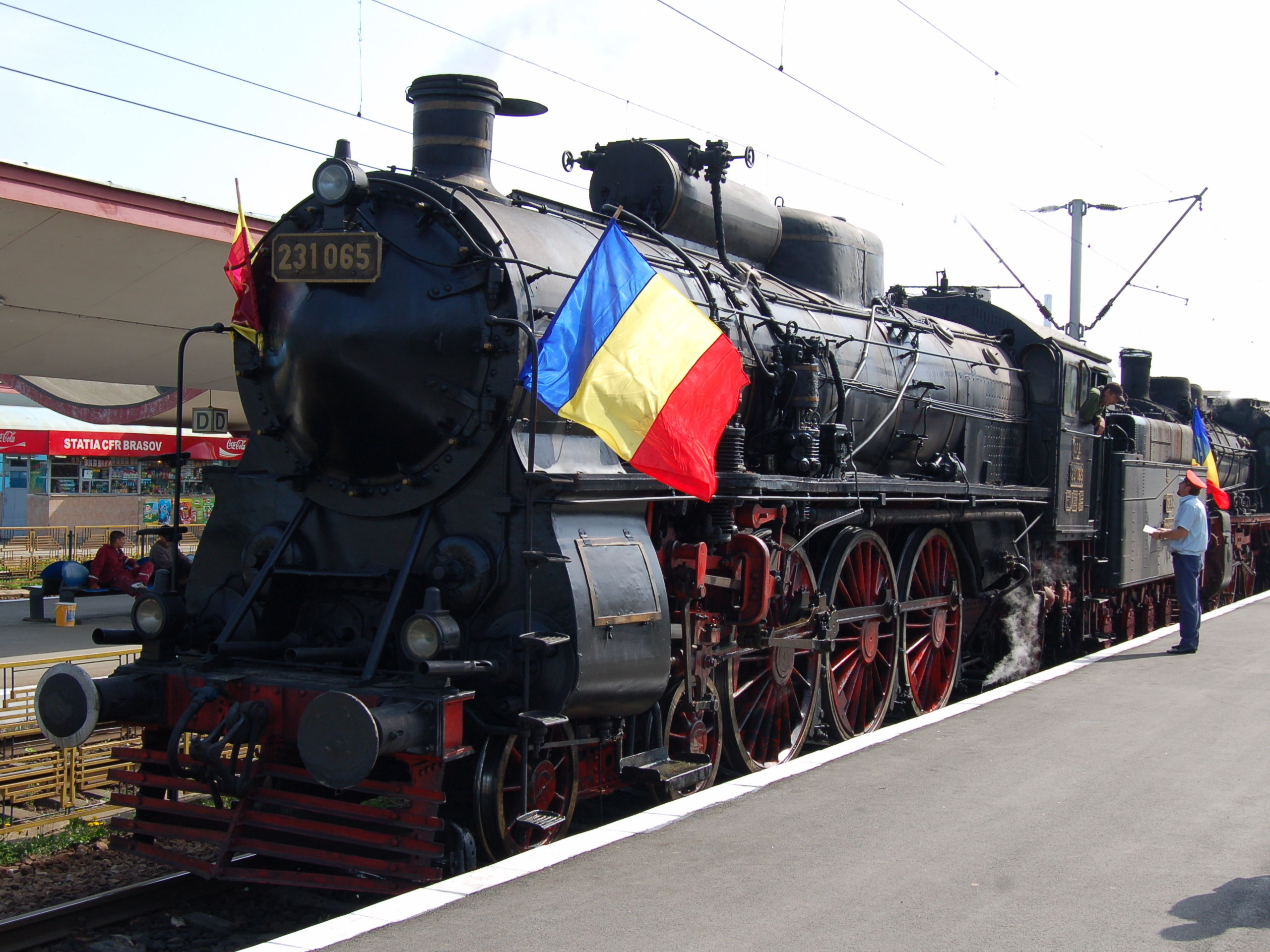
Ölgefeuerte rumänische CFR 231 aus dem Jahre 1922

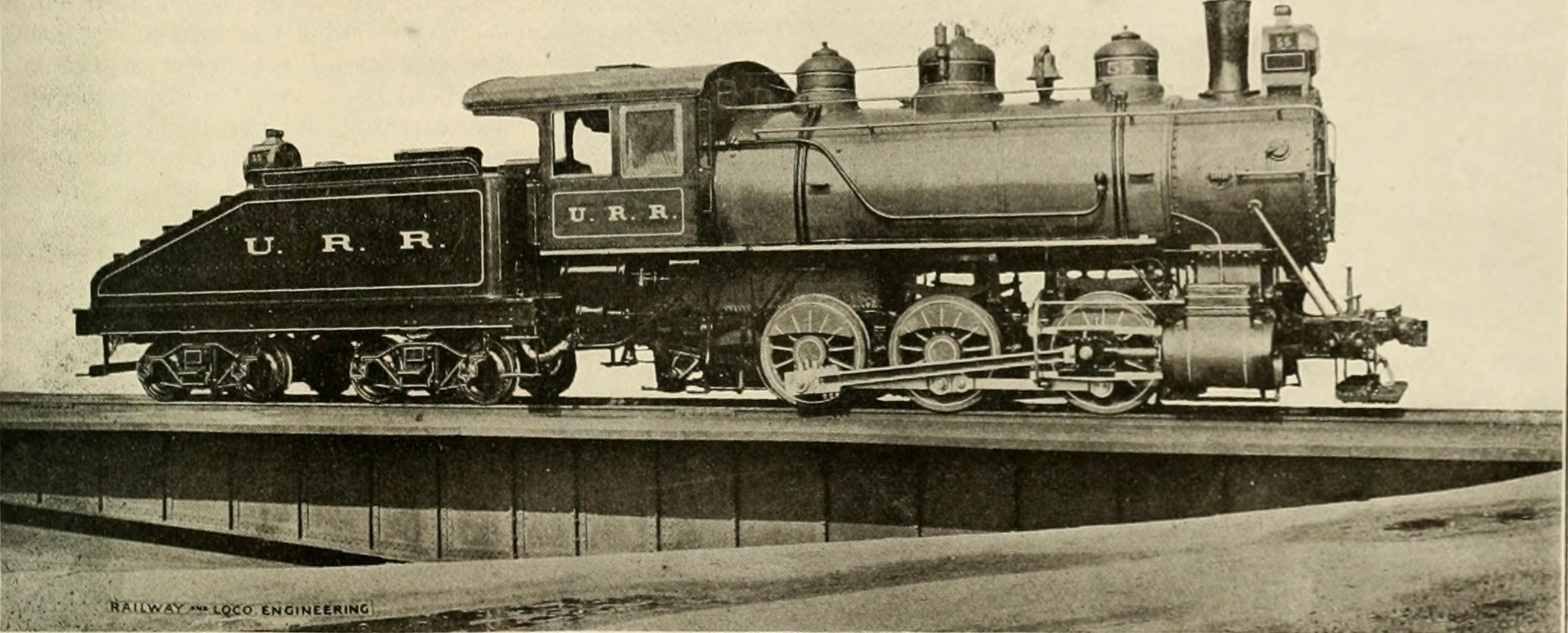
Ölgefeuerte Lokomotive der Union Railroad (Pittsburgh)

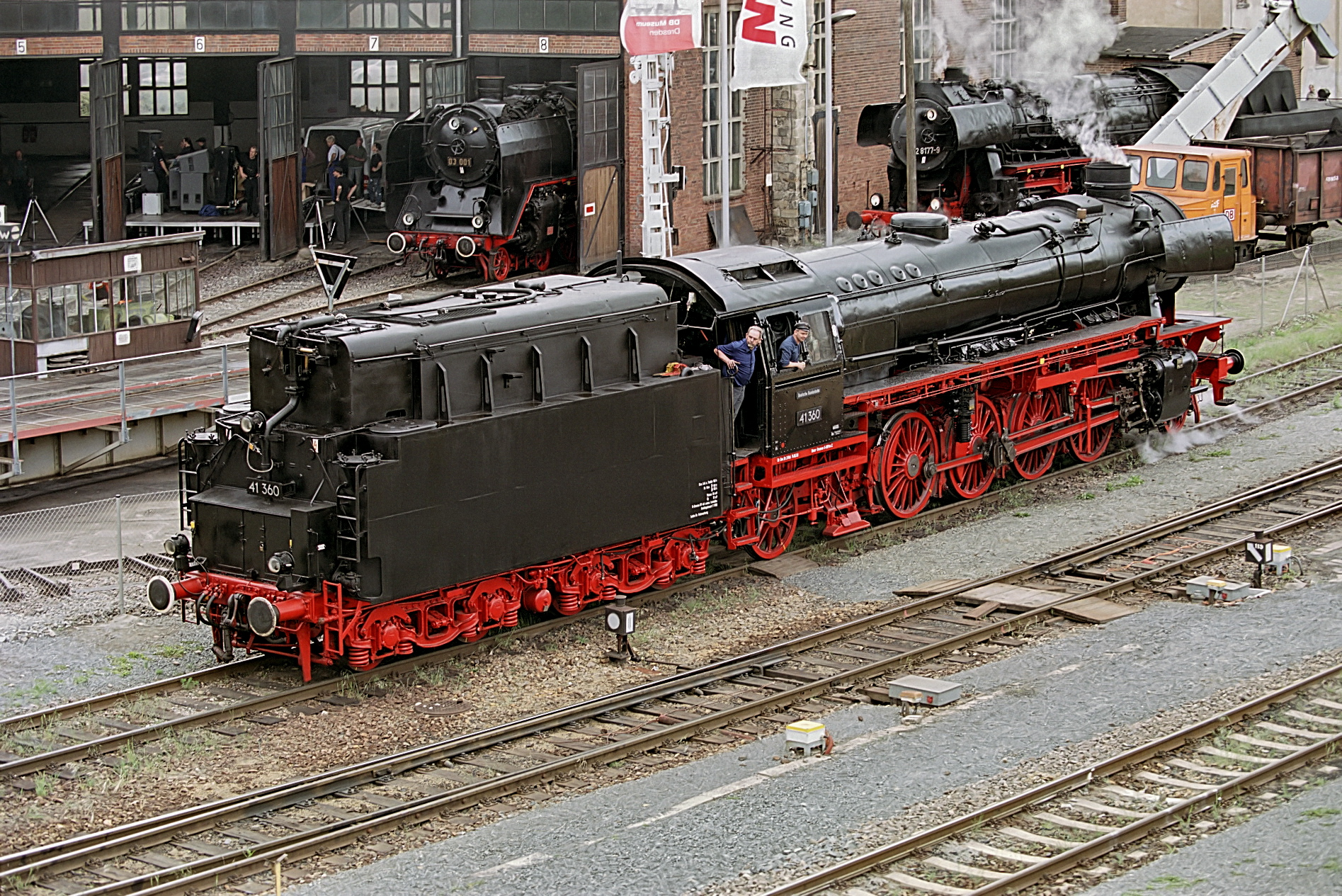
Öltender der umgebauten Baureihe 41 der DB

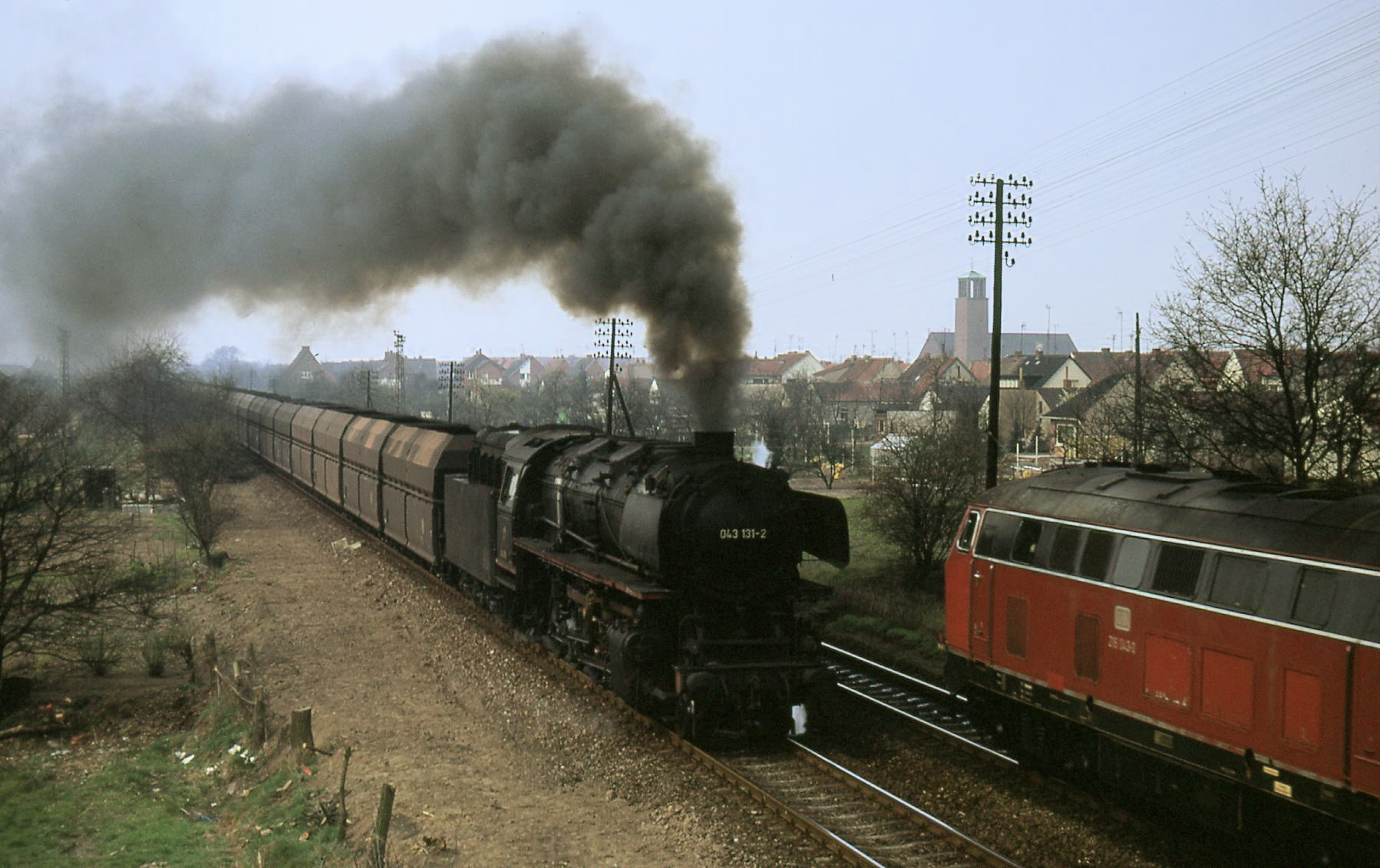
Umbaulokomotive Baureihe 44 (Öl) der DB

Dem Einsatz der Ölfeuerung in der Schifffahrt und bei ortsfesten Kesselanlagen folgte Ende des 19. Jahrhunderts die Entwicklung derartiger Feuerungsanlagen im Lokomotivbau.

## Geschichte

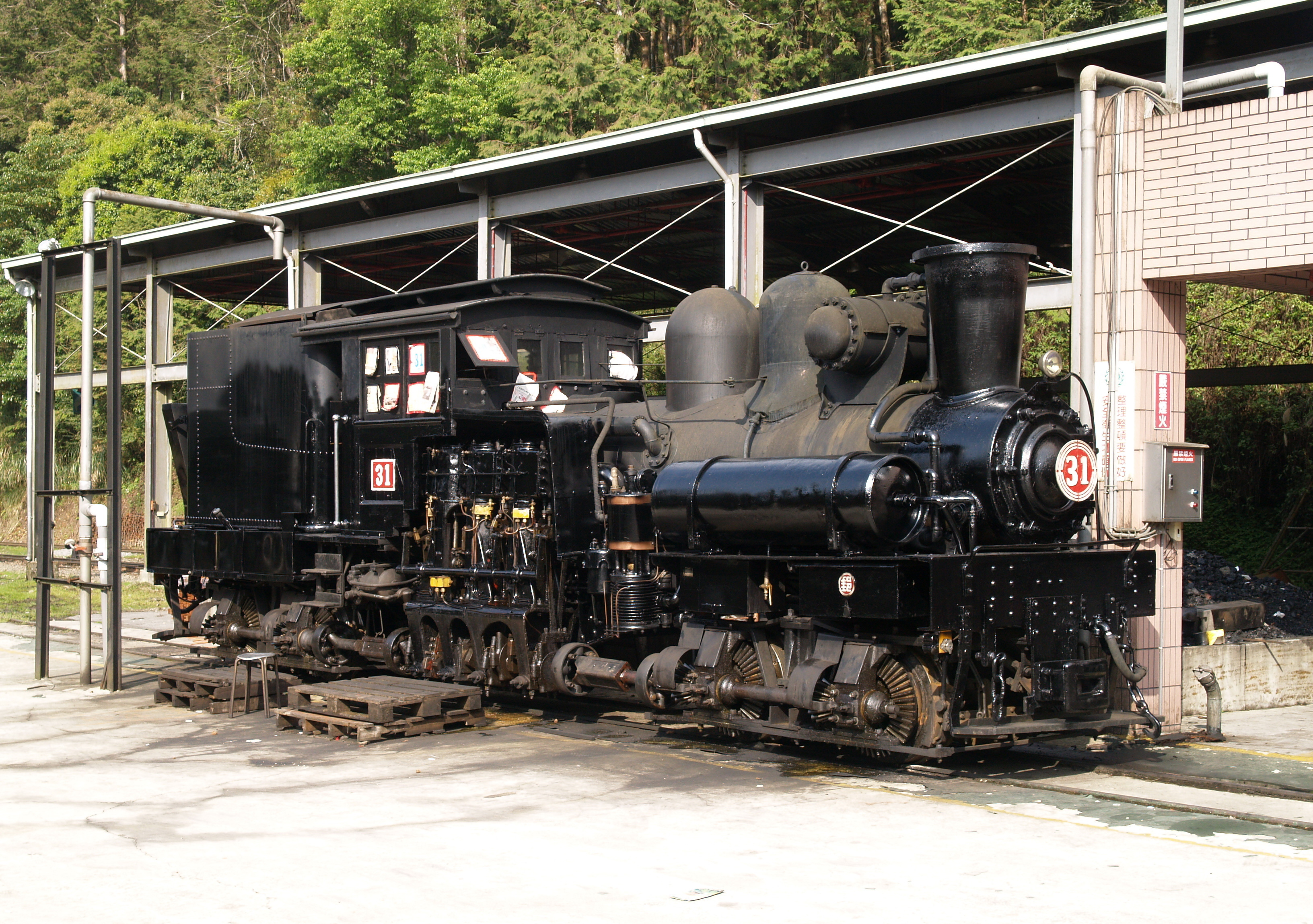
Im Jahre 2008 auf Ölfeuerung umgebaute Shay-Lokomotive der Alishan-Waldbahn in Taiwan

Die Entwicklung ölgefeuerter Dampflokomotiven geht auf gute Erfahrungen mit diesem Brennstoff bei ortsfesten Kessel- und Schiffskesselanlagen zurück. Zum Einsatz kam sie vor allem in Ländern mit bedeutenden Ölvorkommen wie Russland, Rumänien und den Vereinigten Staaten. In Frankreich wurde bereits 1868 ein Prototyp in Betrieb genommen. Konstrukteur war Alfred Halatte. Die Neuerung weckte auch Interesse in höchsten Kreisen: Am 6. September 1868 besichtigte Kaiser Napoleon III. das Fahrzeug. Wegen des damals im Vergleich zur Steinkohle sehr viel höheren Preises für Erdöl wurde die Lokomotive nach einer Reihe von Versuchsfahrten aber bereits 1871 wieder aufgegeben. Sie ist museal im Eisenbahnmuseum Mülhausen (französische Bezeichnung Cité du Train) erhalten und ausgestellt. In Russland ging die erste Lokomotive mit Ölfeuerung im Jahre 1884 auf eine Konstruktion des Professor Urquhart zurück. Brennstoff war ein Rückstand der Rohöldestillation, der Masut. Zwei Jahre später gab es in Rumänien Versuche mit ölgefeuerten Dampflokomotiven.

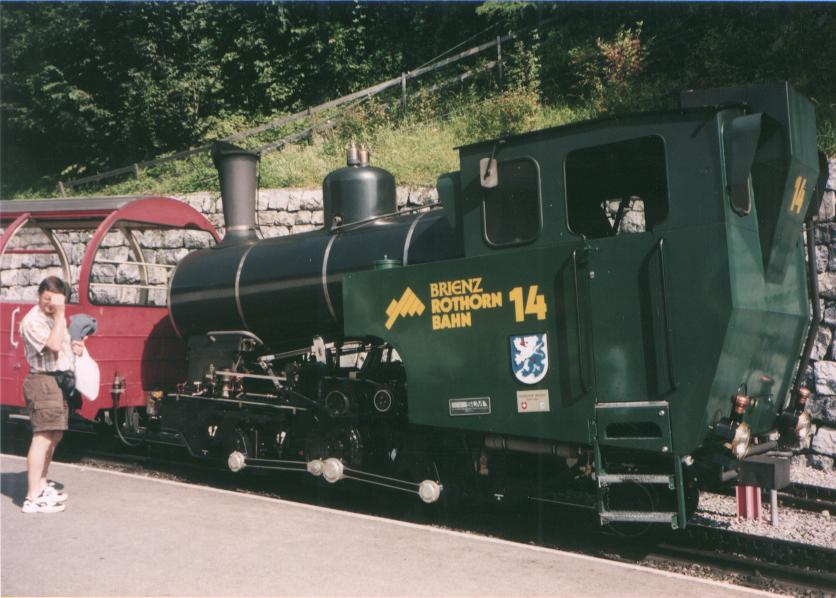
ölgefeuerte Zahnradlokomotive aus dem Jahre 1996 in der Schweiz

Bei der Atchison, Topeka and Santa Fe Railway begann die Ausrüstung mit Ölfeuerung im Jahre 1887. Im Jahre 1912 waren bereits
über 800 Lokomotiven mit dieser Feuerung im Einsatz. Zum gleichen Zeitpunkt waren bei der Southern Pacific, die in den 1890er Jahren begann, viele Dampflokomotiven auf Ölfeuerung umzustellen, über 1200 ölgefeuerte Dampflokomotiven in Dienst, da dieser Brennstoff in Kalifornien günstiger als Kohle war.
In England kam die Blauöl-Feuerung System Holden zum Einsatz, auch u. a. bei den Dampfloks der London Underground.

## Verbreitung
Zur Minderung der Rauchbelästigung in den Tunneln der Gebirgsstrecken (vornehmlich Arlbergbahn und Tauernbahn) rüsteten die k.k.Staatsbahnen mehrere Lokomotiven u. a. der Baureihen 170 und 380 ebenfalls mit einer Blauöl-Zusatzfeuerung System Holden aus. Erste Versuche zum Einsatz dieser Feuerung datieren ins Jahr 1894, aufgrund des großen Erfolges dieses Systems mit wahlweiser Kohle- und Ölfeuerung wurde die Einführung bei sämtlichen den Arlbergtunnel durchfahrenden Lokomotiven beschlossen. Eine Umrüstung der auf der Wiener Stadtbahn verkehrenden Reihe 30 war zumindest geplant. Auch die kleinen Zahnradlokomotiven Reihe Z der Schneebergbahn besaßen ab ca. 1910 bis in die Zwischenkriegszeit eine Petroleumfeuerung, ebenso eine Lokomotive Reihe S der Salzkammergut-Lokalbahn.
Rumänien erhielt in den 1920er Jahren aus Deutschland mit Petroleumzusatzfeuerung ausgerüstete Vierzylinder-Pacifics der Baureihe CFR 231 von Maffei. Die Feuerung erfolgte wie bei vielen rumänischen Lokomotiven durch eine Mischung aus Schweröl und Braunkohle, beides heimische Brennstoffe.
In Deutschland begann die Entwicklung, abgesehen von einer im Jahre 1920 mit Ölzusatzfeuerung umgerüsteten Preußischen G 8.1, erst nach dem Zweiten Weltkrieg. Nach einem Versuch mit einer Ölzusatzfeuerung wurde im Jahre 1956 die 01 1100 als erste Lokomotive der DB von der Firma Henschel mit einem Neubaukessel ausgerüstet und auf Ölhauptfeuerung umgebaut. Nach diesem Baumuster wurden 33 Lokomotiven dieser Baureihe ab dem Jahre 1957 umgebaut.
Zeitgleich erfolgte der Umbau von 40 Loks der DR-Baureihe 41 und ab 1964 der Umbau von über 60 Lokomotiven der DR-Baureihe 44. Den Abschluss der Entwicklung in Westdeutschland stellen die von Anfang an mit Ölhauptfeuerung ausgerüstete DB 10 002 und mit 50 4011 die einzige ölgefeuerte Vertreterin dieser Franco-Crosti-Lokomotivbaureihe dar. Zahlreiche ölgefeuerte Lokomotiven gehörten bis zum endgültigen Ende der Dampftraktion im Jahre 1977 zum Einsatzbestand der DB.
Bei der Deutschen Reichsbahn wurden in größerer Stückzahl zwischen 1957 und 1967 insgesamt 97 Maschinen der Baureihe 44 durch das RAW Meiningen auf Ölhauptfeuerung umgebaut, 72 Lokomotiven der Baureihe 50.35, 24 Maschinen der nach dem Krieg in der Deutschen Demokratischen Republik verbliebenen preußischen T 20, ein großer Teil der DR-Baureihe 01.5 und alle 18 (im DDR-Sprachgebrauch: rekonstruierten) Maschinen der Reihe 03.10 in den Jahren 1965 bis 1972.

## Technik
Die Umrüstung von Kohle- auf Ölfeuerung erlaubte in Mitteleuropa die – trotz Strukturwandels in der Traktion noch benötigten – Dampflokomotiven effektiver nutzen zu können. Dem steigenden Verbrauch leichter Kraftstoffe folgten in ausreichender Menge zur Verfügung stehende Raffinerieendprodukte wie Heizöl S, die für diese Feuerungsart der Dampflokomotiven erforderlich waren. Zur Anwendung kamen Doppelbrenner. Bei der DB setzte sich die Bauweise mit Flachbrenner durch, andere Bahnen verwendeten Rundbrenner. Die Firma Henschel, die viele Umbauten vornahm, verfügte aufgrund früherer Umrüstungen und Lieferungen ins Ausland über ausreichende Erfahrung. Die erforderlichen Umbaumaßnahmen waren technisch und finanziell gering. Anstelle des Kohlekasten im Tender tritt ein isolierter Ölbehälter mit einer oberen und einer unteren Ölbehälter-Heizschlange, um die erforderliche Fließfähigkeit des Brennstoffs zu erreichen.
Die Befüllung erfolgte anfänglich von oben, später zunehmend im unteren Bereich. Einem Absperr- und einem Schnellschlussventil folgte eine Metallschlauchverbindung zwischen Tender und Lokomotive. Rost, Aschekasten, Funkenfänger und Näßeinrichtungen der Lokomotive wurden entfernt. Ein weiterer Vorwärmer an der Feuerbüchse befand sich vor dem Ölregulierschieber, der die Zufuhr zu den im vorderen Teil der Feuerbüchse montierten Brennern regelte. Mit einem sehr feinen Dampfstrahl wurde das Gemisch mit der Verbrennungsluft verwirbelt. Neben dem Wegfall des Funkenflugs und der damit verbundenen Brandgefahr bei Kohlefeuerung ergab sich im Vergleich zur kohlegefeuerten Ausführung ein höherer Kesselwirkungsgrad und eine Leistungssteigerung. Im Betrieb entlastete die Bauart den Heizer, erlaubte eine flexiblere Anpassung an den Dampfbedarf, kürzere Standzeiten und durch die sparsamere Brennstoffausnutzung verlängerte Lokomotivdurchläufe. Ein Nachteil dieser Feuerung war bei längerer Abstellzeit die Notwendigkeit der Versorgung mit Fremddampf, um die Ölfeuerungsanlage wieder mit Eigendampf ab etwa 5 bar betreiben zu können. Um dies zu vermeiden, wurden die abgestellten Maschinen mancherorts in regelmäßigen Abständen von einigen Stunden aufgeheizt.